# Подголовник (укладка)

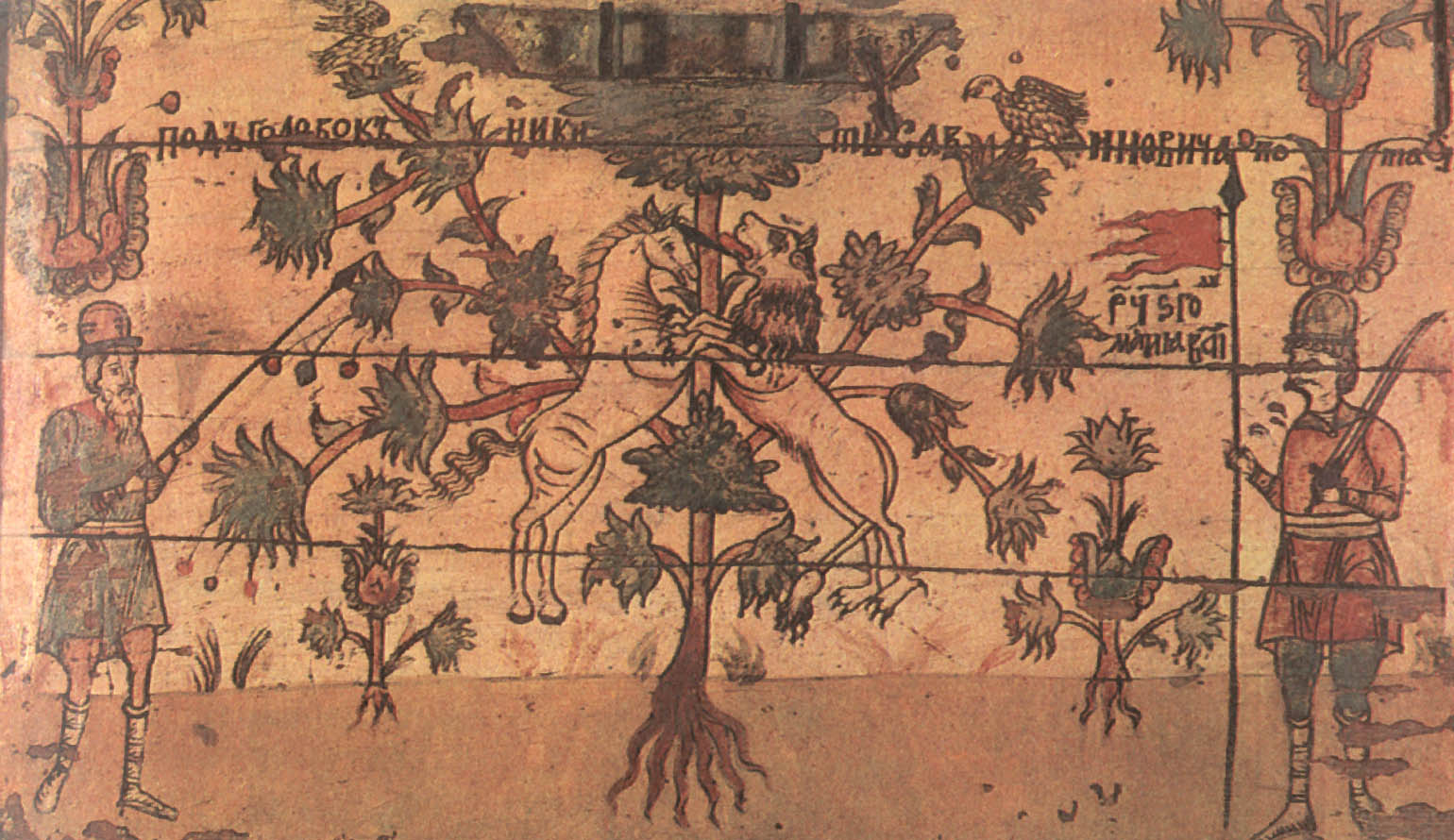
Фрагмент росписи на внутренней стороне крышки подголовника с изображением древа жизни со львом и единорогом. Северная Двина. 1688

Подголо́вник (подголо́вок, подголова́шник, укла́дка) — в старину ёмкость для хранения и перевозки ценностей, своего рода дорожный сейф. В укладке обычно хранили деньги, ценные бумаги, документы и драгоценности. Подголовник пользовался популярностью в XVI — первой половине XVIII века. В XIX веке встречался в быту крестьян и горожан Русского Севера. Производство подголовников было налажено в Холмогорах, Великом Устюге и Вологде.
Подголовник представлял собой прочный, окованный железом прямоугольный деревянный ящичек, похожий на сундучок, шкатулку или ларец со скошенной откидной крышкой и потайным замком «с музыкой». Внутри подголовник разделялся на несколько отделений и оборудовался выдвижными ящичками, а также имел потайные отсеки. В декоративных целях подголовники обивали кожей или украшали росписью как снаружи, так и внутри. Узоры могли быть самыми различными: с изображением экзотических животных и богатырей. На одном из подголовников XVII века изображено древо жизни, на ствол которого опираются лапами лев и единорог. Как при переездах в санях, так и на ночлег подголовник укладывали под голову или в изголовье, а на него клали небольшую дорожную подушку. В домашних условиях подголовник стоял в красном углу под иконами.
В романе Ф. М. Достоевского «Преступление и наказание» (1866) студент Родион Раскольников, убив старуху-процентщицу Алёну Ивановну, обыскивает её укладку с драгоценностями, извлечённую из-под кровати. У П. И. Мельникова-Печерского в романе «На горах» (1875) Пелагея достаёт из-под лавки укладку, чтобы положить в неё деньги. Д. Н. Мамин-Сибиряк в рассказе «Седьмая труба» (1888) из цикла «Сибирские рассказы», описывая быт семьи купцов-старообрядцев Шелковниковых, отмечает, что в их моленной «в стене у божницы, где стоял раздвижной монашеский аналой, прикреплены были две деревянные укладки — одна с божественными книгами, а другая со свечами, ладаном и кацеями [кадилами]».